# Рејмонд Чандлер
Рејмонд Торнтон Чандлер (енгл. Raymond Thornton Chandler; Чикаго, 23. јул 1888 — Ла Хоја, 26. март 1959) је био амерички писац криминалистичких прича и романа који је имао битан утицај на развој модерне криминалистичке литературе. Његов литерарни јунак Филип Марлоу је постао синоним за „приватног детектива“.

## Биографија
Рођен је у Чикагу 1888. После развода родитеља, Чандлер је 1895. са мајком отишао Енглеску да живи код ујака. Од 1900. се школовао на енгл. Dulwich College - колеџу Далиџ у Лондону, где је стекао класично образовање. Британско држављанство добија 1907. да би могао да ради у адмиралитету. На том послу је провео годину дана, а затим је неуспешно радио као новинар. У то време је писао и романтичну поезију.
У САД се вратио 1912. и настанио се у Лос Анђелесу. Дужи период је провео радећи разне послове и штедећи новац да би ујаку могао да врати позајмицу. Након завршеног курса за књиговођу добио је сталан посао. Кад су САД 1917. ушле у Први светски рат, Чендлер се пријавио у канадску војску и служио у Француској. После рата се са мајком враћа у Лос Анђелес, где се заљубљује у Сиси Паскал (рођена енгл. Pearl Eugenie Hurlburt - Перл Јуџини Херлберт), удату жену која је била 18 година старију од њега. Венчали су се 1924, недуго после смрти Чандлерове мајке. Године 1932. постао је потпредседник нафтне компаније, али после годину дана напушта тај посао због алкохолизма, расејаности и суицидалних мисли.
У тражењу извора прихода, Чендлер се окушао у писању петпарачке литературе (енгл. pulp fiction). Прву криминалистичку причу је објавио 1933. у часопису Црна маска (енгл. Black Mask), а потом је у разним часописима објавио још неколико прича. Неке од њих је касније прерадио у романе.
Први Чандлеров роман био је Велики сан (енгл. The Big Sleep), а објављен је 1939. и постигао је велики успех. Успех је водио у Холивуд, где је радио као сценарист: са Билијем Вајлдером је написао сценарио за филм Двострука обмана (енгл. Double Indemnity, 1944.), оригинални сценарио за филм Плава далија (енгл. The Blue Dahlia, 1946.), а сарађивао је и на сценарију за Странце у возу (енгл. Strangers on a Train, 1951.) Афлреда Хичкока.
Чандлерово здравствено и психичко стање се погоршало после женине смрти 1954, када се поново одаје алкохолу и покушава самоубиство. Квалитет и квантитет његових дела је драстично опао. Умро је 1959. од запаљења плућа у Ла Хоји, Калифорнија.

## Критика и признања
Проза Рејмонда Чандлера је предмет дивљења критичара и писаца. Иако је на његов течан стил „грубијана“ несумњиво утицао Дашијел Хамет, његова оштра и лирска поређења су оригинална: „Чинило се да минути пролазе на врховима прстију, с прстом на устима“, „Светло ме приковало за зид као згњечену муву“, дефинишући стил жанра приватног детектива. Мада, његов јунак Филип Марлоу није стереотипан грубијан, већ комплексан, понекад сентименталан човек са мало пријатеља, студира шаховске партије и слуша класичну музику. Он ће одбити новац од клијента ако етички није задовољан урађеним послом.
Чандлерове приче и романи су писани у првом лицу, кроз сећања главног јунака, при чему нам преносе време, место и амбијент Лос Анђелеса из 1930-их и 1940-их година. Места су стварна, под псеудонимима: Беј Сити је Санта Моника, Греј Лејк је Силвер Лејк, а Ајдл Вели је синтеза заправо Сан Фернандо Вали.
Чандлер је био и добар критичар криминалистичке литературе, па је есејом „Једноставна уметност убиства“ (енгл. The Simple Art of Murder) поставио високе стандарде у литерарној критици.
Сви његови романи су екранизовани; најпознатија је екранизација романа Велики сан (1946) редитеља Хауарда Хокса, са Хемфријем Богартом у улози Филипа Марлоуа; косценарист је био Вилијам Фокнер. Рад Рејмонда Чандлера на сценаријима и адаптацији његових романа значајно је утицао на развој и квалитет америчког „филм ноара“ (црног филма).
Године 1955. добио је награду Едгар (енгл. Edgar Award) Америчког удружења писаца кримића (енгл. Mystery Writers of America) за роман Дуги опроштај, а фебруара 1959. је постао председник Удружења.
Комисија за културно наслеђе Лос Анђелеса је једногласно усвојила предлог новинара Џеса Брејвина (Jess Bravin), па је Градска управа Лоса Анђелеса 5. августа 1994. званично именовала „Трг Рејмонда Чандлера“ (Raymond Chandler Square) као културно историјски споменик, у почаст Рејмонду Чандлеру, за допринос у писању хронике Лос Анђелеса. Трг се налази на раскрсници булевара „Кауенга“ и „Холивуд“, где се налази канцеларија Филипа Марлоуа у Чендлеровим романима.

## Романи
- Велики сан[3], 1939.
- Збогом драгана моја[3] (Farewell, My Lovely), 1940.
- Високи прозор[3] (The High Window), 1942.
- Дама у језеру[3] (The Lady in the Lake), 1943.
- Сестрица[3] (The Little Sister), 1949.
- Дуги опроштај[3] (The Long Goodbye), 1954. (енгл. Edgar Award - награда Едгар за најбољи роман, 1955)
- Плејбек[4], Поновна игра[5] (Playback), 1958.
- Пудл Спрингс (Poodle Springs), 1959. (незавршен; довршио Роберт Паркер 1989)

Ово су криминални случајеви Филипа Марлоуа, Лос Анђелеског приватног детектива. Њихови заплети прате узорак, по коме се испоставља да су људи који га унајмљују покварени, корумпирани и саучесници у криминалу, исто као и људи од којих треба да их заштити.

## Кратке приче
Кратке приче су хроника случајева Филипа Марлоуа и других приватних детектива, нпр. Џон Далмас, Стив Грејс (енгл. John Dalmas, Steve Grayce) или добри самарићани, нпр. Господин Кармади (енгл. Mr Carmady). Изузетак су сабласне Бронзана врата (енгл. The Bronze Door) и Енглеско лето (енгл. English Summer), готичка романса смештена у енглеску унутрашњост.

### Детективске кратке приче
- Уцењивачи не пуцају (Blackmailers Don't Shoot), 1933.
- Убиство паметног Алека (Smart-Aleck Kill), 1934.
- Црвенокоса у акцији (Finger Man), 1934.
- Убица на киши (Killer in the Rain), 1935.
- Невада Гас (Nevada Gas), 1935.
- Шпанска крв (Spanish Blood), 1935.
- Завеса (The Curtain), 1936.
- Пуцњава код Сирана (Guns at Cyrano's), 1936.
- Златна рибица (Goldfish), 1936.
- Човек који је волео псе (The Man Who Liked Dogs), 1936.
- Хапшење у улици Нун (Pickup on Noon Street), 1936; оригинално издата под насловом Освета у улици Нун (Noon Street Nemesis)
- Мандаринова рага (Mandarin's Jade), 1937.
- Пробај девојку (Try the Girl), 1937.
- Беј Сити блуз (Bay City Blues), 1938.
- Краљ у жутом (The King in Yellow), 1938.
- Црвени ветар (Red Wind), 1938.
- Дама у језеру (The Lady in the Lake), 1939.
- Опасни бисери (Pearls Are a Nuisance), 1939.
- Опасност је мој посао (Trouble is My Business), 1939.
- Нема злочина у планинама (No Crime in the Mountains), 1941.
- Оловка (The Pencil), 1959. објављена постхумно; оригинално објављена под насловом Марлоу против Синдиката (Marlowe Takes on the Syndicate), такође објављена под насловима Погрешан голуб (Wrong Pigeon) и Последњи случај Филипа Марлоуа (Philip Marlowe's Last Case)

Већина кратких прича је објављена пре 1940. у „жутој штампи“, па су тако приче имале ограничену публику. Чендлер је користио заплет и ликове из ових прича кад се посветио писању романа, намењених ширем аудиторијуму.

### Не-детективске кратке приче
- Чекаћу (I'll Be Waiting), 1939.
- Бронзана врата (The Bronze Door), 1939.
- Професора Бинго њушка (Professor Bingo's Snuff), 1951.
- Енглеско лето (English Summer), 1976. објављена постхумно

Чекаћу, Бронзана врата и Професор Бинго њушка се баве неприродним смртима и истражитељима (хотелски детектив, Скотланд Јард и Калифорнијска полиција), али нагласак није на детаљима истраге убистава.
Чланци објављени у часопису "Atlantic Monthly":
- Писци у Холивуду (Writers in Hollywood), 1944.
- Једноставна уметност убиства (The Simple Art of Murder), 1945.
- Ноћ Оскара у Холивуду (Oscar Night in Hollywood), 1948.
- Десет процената твог живота (Ten Percent of your Life), 1952.

## Екранизација

### Литерарни оригинал
- 1942: Време за убиство (Time to Kill) – режија: Херберт Лидс (Herbert I. Leeds)– према: Високи прозор
- 1942: Фалкон преузима случај(The Falcon Takes Over) - режија: Ирвинг Рајс (Irving Reis) – према: Збогом драгана моја
- 1944: Убиство, драга моја – режија: Едвард Дмитрик (Edward Dmytryk) – према: Збогом драгана моја
- 1946: Велики сан (The Big Sleep) – према: Велики сан
- 1946: Дама у језеру (The Lady in the Lake) – режија: Роберт Монтгомери (Robert Montgomery) – према: Дама у језеру
- 1947: Брешеров дублон (The Brasher Doubloon) – режија: Џон Брам (John Brahm) – према: Високи прозор
- 1968: Марлоу (Marlowe) – према: Сестрица
- 1973: Дуги опроштај (The Long Goodbye) – режија: Роберт Алтман (Robert Altman) - према: Дуги опроштај
- 1975: Збогом драгана моја – режија: Дик Ричардс (Dick Richards) – према: Збогом драгана моја
- 1978: Велики сан (The Big Sleep) – режија: Мајкл Винер (Michael Winner) – према: Велики сан

### Сценарио
- 1944: Двострука обмана'
- 1944: Велика тишина (And Now Tomorrow)
- 1945: Непримећени (The Unseen)
- 1946: Плава далија (The Blue Dahlia)
- 1951: Странци у возу (Strangers on a Train)
- 1996: Кад сретнеш странца (Once you meet a stranger)